# Ion Stratan
Ion Stratan (n. 1 octombrie 1955, Izbiceni, Olt, România – d. 19 octombrie 2005, Ploiești, România) a fost un poet român 80ist.

## Biografie
S-a născut la 1 octombrie 1955 în comuna Izbiceni, din județul Olt.
A absolvit în 1981 Facultatea de Limbă și Literatura Română a Universității din București.  În timpul studenției a fost membru al cenaclului "Amfiteatru", apoi al "Cenaclului de Luni" condus de criticul literar Nicolae Manolescu și al "Cenaclului I.L.Caragiale" din Ploiești.

### Activitate literară
A fost cel mai distins poet al Cenaclului de Luni la o vreme când ceilalți optzecisti încă își pregăteau ucenicia. A fost redactor șef al revistei Contrapunct și bibliotecar la Biblioteca "Nicolae Iorga" din Ploiești. 
Este unul dintre optzeciștii care a luat poezia în serios, consacrându-i viața.  Prieten cu Nichita Stănescu, considerat drept cel mai important continuator al acestuia, Stratan a recurs și la izvorul celuilalt mare ploieștean al Râsu-plânsului, Ion Luca Caragiale, dar în tonul sumbru al berlinezului sensibil la dezastrul din 1907. A fost membru al Cenaclului de Luni.
În ultimii ani ai vieții, Ion Stratan a publicat cu o febrilitate luată de unii drept inexigență, de alții ca o revărsare a adâncului său poetic, împiedicat să publice timp de un deceniu de către autoritățile comuniste.

### Finalul vieții
A murit în mod tragic, sinucigându-se în apartamentul său din Ploiești, la 19 octombrie 2005. De aceea, nu mai pot fi citite decât într-o anumită cheie premonitorie titlurile cărților sale sau versuri precum:  "Viața asta, moarte înceată / Și viața cealaltă, o moarte iute / Nu mai pot, nu mai vor pe-ncercate/ Primat să-și dispute / Nu mai vrea lumea cealaltă să se opună aici / Și nici existența nu vrea sa mai pară / Un gol de furnici/ S-au săturat existențele / De-atâta vid / Haide și tu, prag între dânsele / Să aluneci avid." ("Moarte înceată", din volumul "Spălarea apei", Editura Eminescu). 
Ion Stratan a fost înmormântat la Cimitirul Bellu din București în ziua de 22 octombrie 2005, în vecinătatea nu foarte îndepărtată a bătrânului Nichita, fiind condus pe ultimul drum de către rude, prieteni, co-generi optzeciști și scriitorii importanți contemporani. Avea, la fel ca Nichita, numai 50 de ani. 

## Volume publicate
Debutează în 1981 cu volumul de versuri Ieșirea din apă, la editura Cartea Românească. Nicolae Manolescu a scris despre acest volum că are "un impresionism subtil, inteligent, bazat pe asocieri șocante și pe alte reguli de construcție decât acelea uzuale din limbă."
A mai publicat: Aer cu diamante (în colaborare cu Mircea Cărtărescu, Traian T. Coșovei și Florin Iaru, 1982);
- Cinci cântece pentru eroii civilizatori (1983)
- Lumina de la foc (1990)
- Lux (1992)
- Ruleta Rusească (1993)
- Desfacerea (1994)
- O zi bună pentru a muri (1995)
- Cântă zeiță mânia (1996)
- Mai mult ca moartea (1997)
- De partea morților (Editura LiberART, Ploiești, 1998)
- Cafeaua cu sare (1998)
- Apa moale (1998)
- Crucea verbului (Editura Paralela 45, [2000)
- Zăpadă noaptea (2000)
- O lume de cuvinte (2001)

## Prezențe în antologii
- Este prezent cu un grupaj de poeme în "Antologia poeziei generației 80" (Editura Vlasie, 1993) și în antologii din Franța, Anglia, SUA, Serbia, Macedonia, Canada, Germania, Mexic.[necesită citare]
- Este tradus în limba franceză cu volumul antologic "La roulette russe" (Éditions Royaumont, 1995).
- Este tradus în limba spaniola cu volumul "Antología de poesía rumana" (Universidad Autónoma Metropolitana, 2000) în traducerea lui German A. de la Reza, ISBN 970-654-516-6.
- 1994 Streiflicht – Eine Auswahl zeitgenössischer rumänischer Lyrik (81 rumänische Autoren), - "Lumina piezișă", antologie bilingvă cuprinzând 81 de autori români în traducerea lui Christian W. Schenk, Dionysos Verlag 1994, ISBN 3980387119

## Premii și distincții
- Premiul Fundației "Nichita Stănescu" (1990)[7]
- Premiul Uniunii Scriitorilor (1993)[7]
- Premiul "Mihai Eminescu" al Academiei Române (1995)[7]
- Premiul Asociației Scriitorilor Profesioniști din România(ASPRO) 2001 pentru poezie, pentru volumul Spălarea apei (Editura Eminescu)[9]

## Afilieri
A fost membru al Uniunii Scriitorilor din România, al ASPRO (Asociația Scriitorilor Profesioniști din România) și al Asociației ADELF France.